# Hephaestus trimaculatus
Hephaestus trimaculatus é uma espécie de peixe da família Terapontidae.
É endémica da Papua-Nova Guiné.